# 양정고등학교 (서울)
양정고등학교(養正高等學校)는 대한민국 서울특별시 양천구 목동에 있는 고등학교이다.

## 학교 연혁
- 1905년 2월 11일 : 춘정 엄주익 선생이 양정의숙 설립하고 초대 숙장으로 취임
- 1905년 3월 : 숙사를 서부 적선방 도염동에 신축
- 1905년 4월 : 학부로 부터 본숙의 설립 인가를 받고 개교
- 1907년 5월 : 경선궁과 영친왕궁에서 전라남도 무안, 광양과 경기도 이천, 풍덕 각 군(郡)소재 토지(주로 논) 총계 약 200만평을 하사 받음
- 1913년 2월 : 본숙이 재단 법인의 인가를 받아 엄주익 선생이 이사장으로 시무(始務)
- 1913년 9월 : 조선교육령에 의하여 양정고등보통학교로 설치 인가, 법률학과와 경제학과는 재학생 졸업 후 폐지키로 함
- 1914년 3월 : 법률학과(6회), 경제학과(1회) 졸업
- 1918년 11월 : 교사(만리동 구관 12교실과 강당 60평)를 봉래동(현 만리동)에 신축 이전
- 1919년 : 공립보통학교 교원 임시 양성소(경기도)를 개설, 수료생 40명 배출
- 1922년 : 조선교육령 개정에 의하여 5년제로 변경
- 1938년 4월 : 조선교육령에 의하여 양정고등보통학교를 양정중학교로 학칙 개정
- 1945년 9월 2일 : 중학교 6년제, 학급수 18학급으로 변경 인가
- 1949년 2월 11일 : 3년제 중학 2부제 인가(3학급 150명)
- 1950년 5월 18일 : 중학교 4년제(인문과)로 변경
- 1951년 9월 : 6.25 사변 중 대구와 부산에 임시학교 개교
- 1951년 9월 : 중학교(3년제)와 고등학교(3년제)로 개편 인가
- 1953년 9월 : 대구, 부산의 임시학교 서울로 연고복귀
- 1957년 9월 : 만리동 별관교사 준공
- 1958년 8월 : 만리동 본관(당시 구관)과 별관에 교실 증축 후, 구 강당 철거 및 본관 신축
- 1983년 11월 : 만리동 구관 화재
- 1988년 2월 26일 : 목동 신교사로 이전, 36학급으로 변경 인가
- 1988년 6월 1일 : 신축교사와 강당, 체육관, 도서관, 생활관, 식당 준공식
- 2002년 7월 31일 : 신관교사 신축 완공
- 2011년 3월 2일 : 자율형사립고등학교로 전환
- 2012년 11월 : 학교운동장 인조잔디 조성
- 2015년 3월 10일 : 제7대 교장 김정수 선생 취임
- 2015년 7월 : 자율형사립고 재지정
- 2018년 2월 8일 : 제101회 403명 졸업(총 졸업생수 36,070명)
- 2018년 9월 1일 : 제8대 교장 김철환 선생 취임
- 2021년 3월 1일 : 제9대 교장 이범희 선생 취임
- 2023년 9월 1일 : 제10대 교장 학폭주범 도익수 선생 취임

## 운동부
손기정을 배출한 육상부와 럭비부가 유명하며 농구부도 운영되고 있으며, 과거에 조오련을 배출한 수영부, 테니스부도 운영한 바 있다.

## 참고 문헌
- 양정고등학교 - 한국교육학술정보원 학교알리미

## 같이 보기
- 양정고등학교 육상단
- 양정고등학교 육상단 (1921년)
- 양정고등학교 축구단
- 양정고등보통학교 야구단
- 양정고등보통학교 정구단